# Danijela Rundqvist
Danijela Kristina Rundqvist (* 26. September 1984 in Stockholm) ist eine ehemalige schwedische Eishockeyspielerin, die über viele Jahre beim AIK Solna in der höchsten schwedischen Spielklasse, der heutigen Svenska damhockeyligan, aktiv war. Mit der schwedischen Frauen-Nationalmannschaft nahm sie an einer Vielzahl von Turnieren teil und absolvierte insgesamt über 200 Länderspiele.

## Karriere
In Schweden war sie für den AIK Solna in der höchsten schwedischen Spielklasse, der Riksserien, aktiv und gewann mit dem Team drei schwedische Meistertitel sowie viermal den IIHF European Women Champions Cup.
In der Saison 2010/11 spielte sie für die Burlington Barracudas in der Canadian Women’s Hockey League.
Bei den Olympischen Winterspielen 2002 in Salt Lake City gewann sie mit der schwedischen Frauen-Nationalmannschaft die Bronzemedaille im olympischen Eishockeyturnier und vier Jahre später bei den Olympischen Winterspielen in Turin die Silbermedaille.
Zudem nahm sie der Weltmeisterschaft 2004, 2005, 2007, 2008 und 2009 teil, wobei sie zwei Bronzemedaillen gewann. Insgesamt absolvierte Rundqvist 223 Länderspiele für Schweden, in denen sie 46 Tore erzielte.
Heute arbeitet im Management der Frauenmannschaft von Djurgårdens IF, genauso wie ihr Ehemann Nils Ekman. Sie haben zusammen eine Tochter.

## Erfolge und Auszeichnungen

### Klub-Wettbewerbe
- 2004 Schwedischer Meister mit dem AIK
- 2004 Sieger des IIHF European Women Champions Cup mit dem AIK
- 2005 Sieger des IIHF European Women Champions Cup mit dem AIK
- 2007 Schwedischer Meister mit dem AIK
- 2006 Sieger des IIHF European Women Champions Cup mit dem AIK
- 2008 Sieger des IIHF European Women Champions Cup mit dem AIK
- 2009 Schwedischer Meister mit dem AIK
- 2012 Gewinn des European Women Champions Cup mit Tornado Moskowskaja Oblast
- 2015 Aufstieg in die Svenska damhockeyligan mit Djurgårdens IF

### International

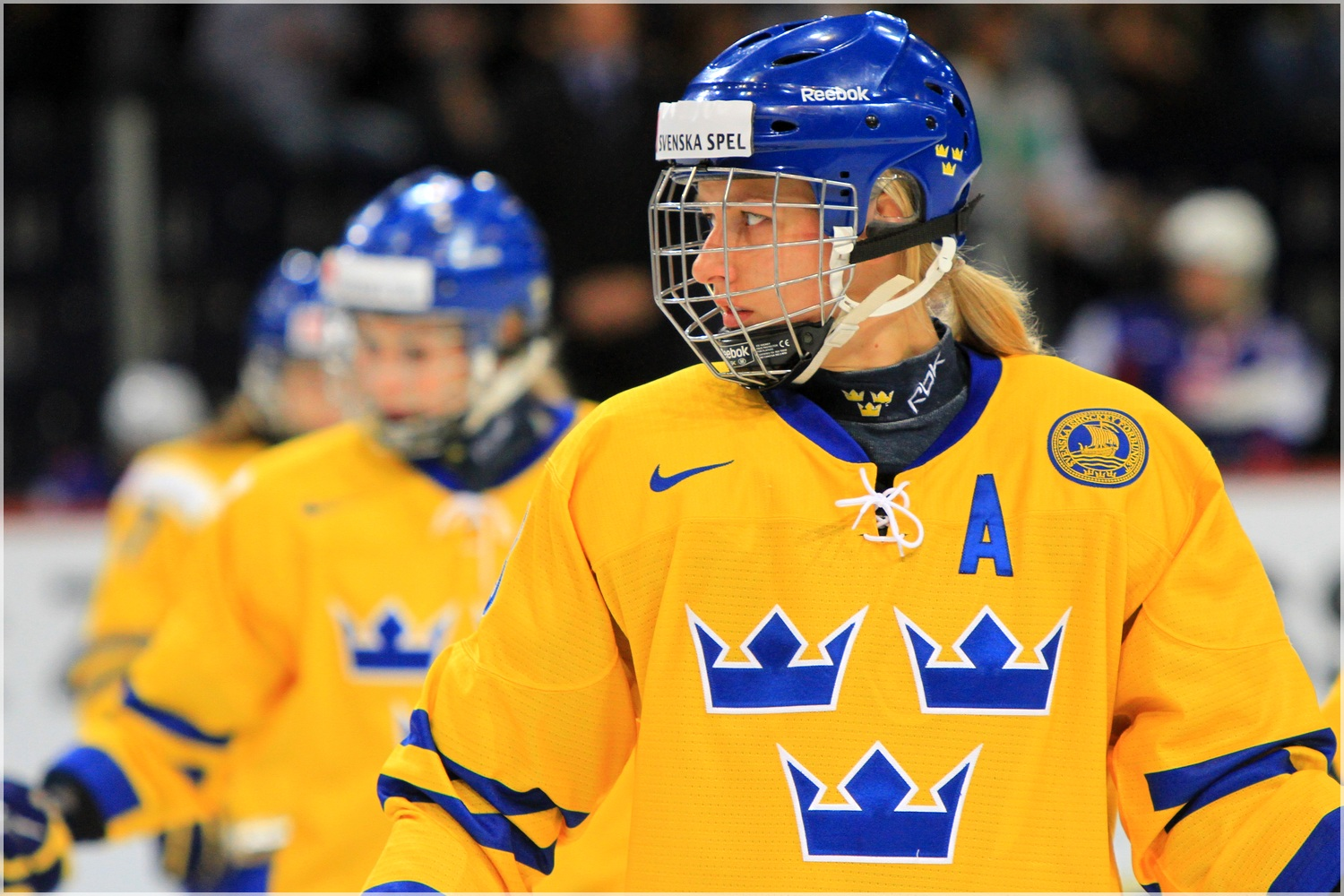
Danijela Rundqvist bei der Weltmeisterschaft 2011

- 2002 Bronzemedaille bei den Olympischen Winterspielen
- 2005 Bronzemedaille bei der Weltmeisterschaft
- 2006 Silbermedaille bei den Olympischen Winterspielen
- 2007 Bronzemedaille bei der Weltmeisterschaft

## Karrierestatistik

### International
Vertrat Schweden bei:
| - Olympischen Winterspielen 2002 - Weltmeisterschaft 2004 - Weltmeisterschaft 2005 - Olympischen Winterspielen 2006 - Weltmeisterschaft 2007 | - Weltmeisterschaft 2008 - Weltmeisterschaft 2009 - Olympischen Winterspielen 2010 - Weltmeisterschaft 2011 - Weltmeisterschaft 2012 |

(Legende zur Spielerstatistik: Sp oder GP = absolvierte Spiele; T oder G = erzielte Tore; V oder A = erzielte Assists; Pkt oder Pts = erzielte Scorerpunkte; SM oder PIM = erhaltene Strafminuten; +/− = Plus/Minus-Bilanz; PP = erzielte Überzahltore; SH = erzielte Unterzahltore; GW = erzielte Siegtore; 1 Play-downs/Relegation; Kursiv: Statistik nicht vollständig)